# Санкт-Георген-об-Мурау
Санкт-Георген-об-Мурау (нем. Sankt Georgen ob Murau) — коммуна (нем. Gemeinde) в Австрии, в федеральной земле Штирия. 
Входит в состав округа Мурау.  Население составляет 1395 человек (на 31 декабря 2005 года). Занимает площадь 83,54 км². Официальный код  —  61421.

## Политическая ситуация
Бургомистр коммуны — Томас Вирнсбергер (АНП) по результатам выборов 2005 года.
Совет представителей коммуны (нем. Gemeinderat) состоит из 15 мест.
- АНП занимает 7 мест.
- СДПА занимает 4 места.
- АПС занимает 4 места.